# یواس‌اس مونتانا (ای‌سی‌آر-۱۳)
یواس‌اس مونتانا (ای‌سی‌آر-۱۳) (به انگلیسی: USS Montana (ACR-13)) یک کشتی بود که طول آن ۵۰۴ فوت ۶ اینچ (۱۵۳٫۷۷ متر) بود. این کشتی در سال ۱۹۰۶ ساخته شد.